# خانه سنجرانی

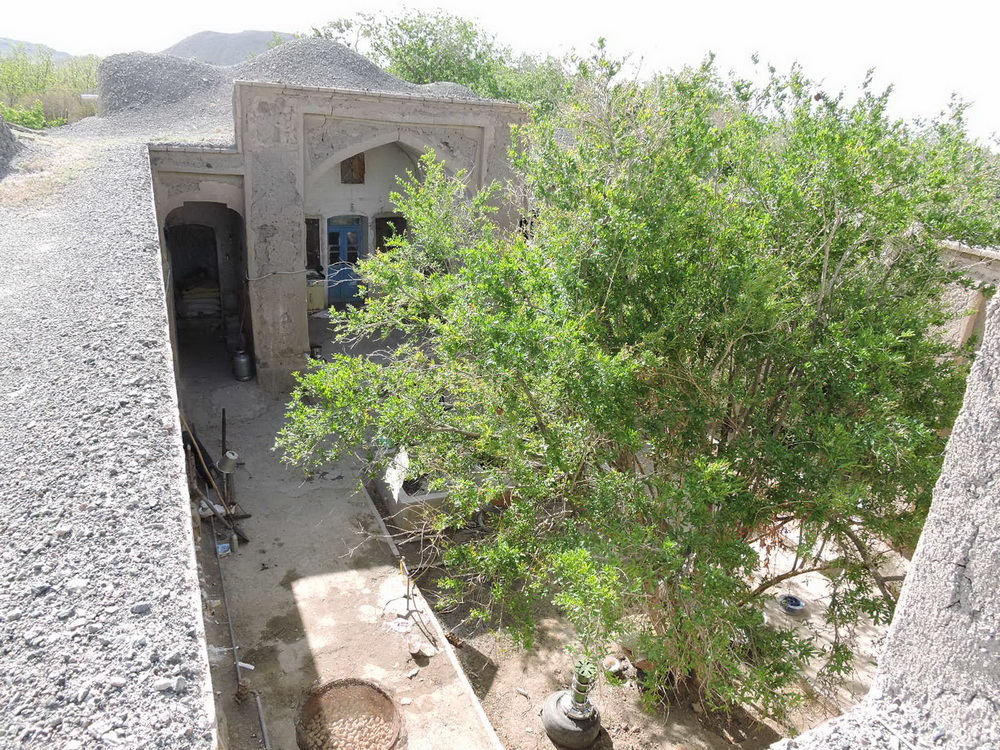
خانه سنجرانی

خانه سنجرانی مربوط به دوره قاجار است و در شهرستان خوسف، روستای فریز واقع شده و این اثر در تاریخ ۲۳ شهریور ۱۳۸۲ با شمارهٔ ثبت ۱۰۲۰۳ به‌عنوان یکی از آثار ملی ایران به ثبت رسیده است.